# Spiridentopsis
Spiridentopsis là một chi rêu trong họ Pterobryaceae.